# Kilobit
Một kilobit là một biểu hiện của các bit được nhóm có nghĩa là 1.000 (103) bit. Cách sử dụng thuật ngữ này để biểu thị một kibibit, mặc dù chúng được dùng rất phổ biến do bản chất của các bit (chữ số nhị phân), đã không còn đúng và trái với tiêu chuẩn quốc tế.
Thuật ngữ 'kilobit' là phổ biến nhất là sử dụng trong các biểu hiện của tốc độ dữ liệu (tốc độ truyền thông kỹ thuật số) ở dạng viết tắt "kbps", "kb/s", hoặc "kbit/s", có nghĩa là "kilobits mỗi giây". Ví dụ, "một PSTN 56 kbit/s", hay "một kết nối Internet băng thông rộng có tốc độ 512 kbit/s".
Không nên nhầm lẫn cách viết kb (cho kilobit) với tên viết tắt của kilobyte (viết tắt là kB hay KB, với chữ B viết hoa). Mặc dù tiền tố "kilo-" thường (dù trái với tiêu chuẩn quốc tế) được sử dụng để chỉ 1.024 khi được sử dụng với Byte, định nghĩa thập phân (1 kilobit trên giây = 1.000 bit trên giây) được sử dụng thống nhất trong bối cảnh tốc độ truyền dẫn viễn thông.